# Kara szkolna
Kara szkolna – kara wymierzana wobec ucznia przez nauczyciela lub innego pracownika oświaty. Ma ona na celu go zdyscyplinować.

## Rodzaje kar szkolnych
Statut danej szkoły określa kary stosowane wobec uczniów. Nie mogą one naruszać godności, ani nietykalności cielesnej ucznia.
W 2001 roku w Polsce zakazono stosowania kar cielesnych w szkole.
Przykłady kar szkolnych:
- pouczenie słowne,
- upomnienie pisemne nauczyciela lub wychowawcy klasy,
- upomnienie lub nagana dyrektora szkoły,
- przeniesienie do klasy równoległej,
- zawieszenie bądź ograniczenie praw ucznia,
- przeniesienie do innej szkoły za zgodą kuratora oświaty,
- skreślenie z listy uczniów (jeżeli uczeń nie podlega obowiązkowi szkolnemu; nie dotyczy to szkoły artystycznej)[2].

Uczeń może się odwołać od nałożonej na niego kary do właściwego organu szkoły, następnie istnieje możliwość wniesienia skargi do kuratora oświaty. Od decyzji dyrektora szkoły o wymierzeniu ostatniej z powyższych kar służy odwołanie do kuratora oświaty. Decyzja kuratora oświaty może być zaskarżona do wojewódzkiego sądu administracyjnego.